# Fossacesia
Fossacesia est une commune italienne de la province de Chieti dans la région des Abruzzes. La ville est située à 142 mètres d'altitude. Les plages de Fossacesia Marina sont labellisées "Bandiera Blu" depuis 2010.

## Géographie

### Hameaux
Les hameaux composant la commune sont Fossacesia Marina, Villa Scorciosa et Piano Favaro.

### Communes limitrophes
Les communes limitrophes de Fossacesia sont Lanciano, Mozzagrogna, Paglieta, Rocca San Giovanni, Santa Maria Imbaro et Torino di Sangro.